# Saattut
Saattut (Tidigare stavning: Sâtut eller Satut) är en grönländsk bygd med cirka 218 invånare (2015) i Qaasuitsup kommun, cirka 24 kilometer nordost om Uummannaq. Fiske är den viktigaste näringen i Saattut, som ligger på en ö med samma namn. Det finns helikopterförbindelse till Uummannaq året om.